# 多利納 (日爾伊夫卡區)
48°41′32″N 35°55′58″E / 48.69222°N 35.93278°E
多利納（烏克蘭語：Долина），是烏克蘭的村落，位於該國中部第聶伯羅彼得羅夫斯克州，由日爾伊夫卡區負責管轄，處於小捷爾尼夫卡河畔，海拔高度69米，2001年人口117。